# Atletismo nos Jogos Olímpicos de Verão de 2012 - Salto em distância feminino
A competição do salto em distância feminino nos Jogos Olímpicos de Verão de 2012 aconteceu nos dias 7 e 8 de agosto no Estádio Olímpico de Londres.
Brittney Reese, dos Estados Unidos, conquistou a medalha de ouro com a marca de 7,12 metros, fechando o ciclo perfeito que incluiu as conquistas dos mundiais de Berlim 2009 e Daegu 2011 e dos mundiais indoor de 2010 e 2012.

## Calendário
Horário local (UTC+1).
| Data        | Horário | Fase         |
| ----------- | ------- | ------------ |
| 7 de agosto | 19:05   | Qualificação |
| 8 de agosto | 20:05   | Final        |

## Medalhistas
| Ouro   | USA Brittney Reese  |
| Prata  | RUS Yelena Sokolova |
| Bronze | USA Janay DeLoach   |

## Recordes
Antes desta competição, os recordes mundiais e olímpicos da prova eram os seguintes:
| Tipo | Atleta               | Marca  | Local      | Data                   |
| ---- | -------------------- | ------ | ---------- | ---------------------- |
|      | Galina Chistyakova   | 7,52 m | Leningrado | 11 de junho de 1988    |
|      | Jackie Joyner-Kersee | 7,40 m | Seul       | 29 de setembro de 1988 |

## Qualificação
Classificam-se para a final as atletas com marca acima de 6,70 m (Q) ou as 12 melhores marcas (q).
| Pos. | Grupo | Nome                        | CON                | #1   | #2   | #3   | Marca | Notas |
| ---- | ----- | --------------------------- | ------------------ | ---- | ---- | ---- | ----- | ----- |
| 1    | A     | Shara Proctor               | GBR Grã-Bretanha   | 6.83 | -    | -    | 6.83  | Q     |
| 2    | B     | Janay DeLoach               | USA Estados Unidos | 6.81 | -    | -    | 6.81  | Q     |
| 3    | A     | Karin Melis Mey             | TUR Turquia        | 6.80 | -    | -    | 6.80  | Q,    |
| 4    | A     | Yelena Sokolova             | RUS Rússia         | 6.63 | 6.71 | -    | 6.71  | Q     |
| 5    | B     | Ineta Radēviča              | LAT Letônia        | 6.58 | 6.59 | 6.68 | 6.68  | q,    |
| 6    | A     | Nastassia Mironchyk-Ivanova | BLR Bielorrússia   | 6.55 | 6.62 | 6.66 | 6.66  | q     |
| 7    | B     | Anna Nazarova               | RUS Rússia         | x    | 6.62 | x    | 6.62  | q     |
| 8    | A     | Lyudmila Kolchanova         | RUS Rússia         | 6.57 | x    | 6.54 | 6.57  | q     |
| 9    | A     | Brittney Reese              | USA Estados Unidos | x    | x    | 6.57 | 6.57  | q     |
| 10   | B     | Éloyse Lesueur              | FRA França         | 6.48 | x    | 6.38 | 6.48  | q     |
| 11   | A     | Ivana Španović              | SRB Sérvia         | x    | 6.21 | 6.41 | 6.41  | q     |
| 12   | B     | Veronika Shutkova           | BLR Bielorrússia   | 6.01 | 6.21 | 6.40 | 6.40  | q     |
| 13   | B     | Arantxa King                | BER Bermudas       | 6.40 | x    | 6.20 | 6.40  |       |
| 14   | A     | Volha Sudarava              | BLR Bielorrússia   | 6.38 | 6.35 | 6.13 | 6.38  |       |
| 15   | B     | Maurren Maggi               | BRA Brasil         | 6.37 | x    | 6.27 | 6.37  |       |
| 16   | B     | Chelsea Hayes               | USA Estados Unidos | 6.11 | 6.37 | 6.05 | 6.37  |       |
| 17   | A     | Blessing Okagbare           | NGR Nigéria        | 6.32 | 6.20 | 6.34 | 6.34  |       |
| 18   | A     | Bianca Stuart               | BAH Bahamas        | 5.30 | 6.31 | 6.32 | 6.32  |       |
| 19   | B     | Concepción Montaner         | ESP Espanha        | 6.30 | 6.13 | x    | 6.30  |       |
| 20   | B     | Viktoriya Rybalko           | UKR Ucrânia        | x    | 6.21 | 6.29 | 6.29  |       |
| 21   | B     | Sostene Moguenara           | GER Alemanha       | 6.23 | x    | x    | 6.23  |       |
| 22   | A     | Marestella Torres           | PHI Filipinas      | 5.98 | 6.21 | 6.22 | 6.22  |       |
| 23   | A     | Ola Sesay                   | SLE Serra Leoa     | 6.22 | 5.77 | 5.91 | 6.22  |       |
| 24   | B     | Viorica Țigău               | ROU Romênia        | 6.21 | x    | x    | 6.21  |       |
| 25   | B     | Irene Pusterla              | SUI Suíça          | 6.20 | 6.14 | 4.88 | 6.20  |       |
| 26   | B     | Jana Velďáková              | SVK Eslováquia     | 6.02 | 6.18 | x    | 6.18  |       |
| 27   | A     | Lauma Grīva                 | LAT Letônia        | 6.10 | 5.96 | 6.08 | 6.10  |       |
| —    | A     | Maiko Gogoladze             | GEO Geórgia        | x    | x    | x    | NM    |       |
| —    | A     | Yuliya Tarasova             | UZB Uzbequistão    | x    | x    | x    | NM    |       |
| —    | B     | Caterine Ibargüen           | COL Colômbia       | –    | –    | –    | DNS   |       |
| —    | B     | Margrethe Renstrøm          | NOR Noruega        | –    | –    | –    | DNS   |       |
| —    | A     | Marharyta Tverdohlib        | UKR Ucrânia        | x    | 6.19 | 6.19 | 6.19  | DSQ   |

## Final
| Pos.              | Nome                        | CON                | #1   | #2   | #3   | #4   | #5   | #6   | Marca | Notas           |
| ----------------- | --------------------------- | ------------------ | ---- | ---- | ---- | ---- | ---- | ---- | ----- | --------------- |
| Medalha de ouro   | Brittney Reese              | USA Estados Unidos | x    | 7.12 | x    | x    | 6.69 | x    | 7.12  |                 |
| Medalha de prata  | Yelena Sokolova             | RUS Rússia         | 6.80 | 7.07 | 6.84 | 6.93 | 6.78 | 6.79 | 7.07  | Recorde pessoal |
| Medalha de bronze | Janay DeLoach               | USA Estados Unidos | 6.77 | x    | 6.71 | 6.74 | 6.89 | x    | 6.89  |                 |
| 4                 | Lyudmila Kolchanova         | RUS Rússia         | x    | x    | 6.76 | 6.44 | x    | 5.97 | 6.76  |                 |
| 5                 | Éloyse Lesueur              | FRA França         | 6.57 | x    | x    | x    | 6.67 | x    | 6.67  |                 |
| 6                 | Shara Proctor               | GBR Grã-Bretanha   | 6.55 | x    | 6.37 | –    | –    | –    | 6.55  |                 |
| 7                 | Veronika Shutkova           | BLR Bielorrússia   | 6.37 | 6.54 | 6.53 | –    | –    | –    | 6.54  |                 |
| 8                 | Ivana Španović              | SRB Sérvia         | 4.29 | 6.33 | 6.35 | –    | –    | –    | 6.35  |                 |
| —                 | Karin Melis Mey             | TUR Turquia        | –    | –    | –    | –    | –    | –    | DNS   |                 |
| —                 | Ineta Radēviča              | LAT Letônia        | 6.88 | 6.77 | 6.74 | x    | x    | 6.79 | 6.88  | DSQ             |
| —                 | Anna Nazarova               | RUS Rússia         | x    | 6.77 | x    | 6.56 | 6.45 | 6.62 | 6.77  | DSQ             |
| —                 | Nastassia Mironchyk-Ivanova | BLR Bielorrússia   | 6.61 | 6.62 | 6.54 | 6.72 | x    | 4.55 | 6.72  | DSQ             |

Legenda
| Recorde mundial      | Recorde mundial (World record)               |                       | Recorde africano                      | Recorde africano (African) |                                           | Q | Classificado por posição (Qualified) |
| Recorde olímpico     | Recorde olímpico (Olympic record)            | Recorde da América    | Recorde da América (Americas)         | q                          | Classificado por melhor tempo (Qualified) |   |                                      |
| Melhor marca do ano  | Melhor marca do ano (World leading)          | Recorde asiático      | Recorde asiático (Asian)              | DNS                        | Não largou (Did not start)                |   |                                      |
| Recorde nacional     | Recorde nacional (National record)           | Recorde europeu       | Recorde europeu (European)            | DNF                        | Não terminou (Did not finish)             |   |                                      |
| Recorde pessoal      | Recorde pessoal do atleta (Personal best)    | Recorde da Oceania    | Recorde da Oceania (Oceania)          | DSQ / DQ                   | Desclassificado (Disqualified)            |   |                                      |
| Recorde da temporada | Recorde da temporada do atleta (Season best) | Recorde sul-americano | Recorde sul-americano (South America) | NM                         | Sem marca (No mark)                       |   |                                      |